# Eva Hemmer Hansen
Eva Tjuba Hemmer Hansen, född 2 januari 1913 i Ålborg, död 26 mars 1983 i Aarhus, var en dansk författare, journalist, översättare, politiker och kvinnosakskämpe. 

## Biografi
Eva Hemmer Hansen var dotter till redaktören Jacob Peter Hemmer Hansen (1886–1967) och Elna Cecilie Louise Højby Nielsen (1891–1971). Hon tog studentexamen vid Marselisborg Gymnasium 1931 och studerade därefter danska och engelska vid Aarhus universitet. Hon engagerade sig i Studenterrådet och var dess sekreterare (1933–1936) och efter sin kandidatexamen 1937 var hon ledande senior i Studenterforeningens avdelning i Aarhus (1937–1938). Hon läste även på Askov Højskole (1936) och Ruskin College i Oxford (1938). Hon började sedan frilansa och ta diverse vikariat. Hon tog översättarexamen i engelska 1944 och fick samma år anställning som journalist på tidningen Demokraten. Hon arbetade med utrikespolitiska och kulturellt stoff. Hon arbetade på tidningen till 1958 och arbetade sedan som lektor på Journalisthøjskolen (1964–1983).
Hansen gjorde sin skönlitterära debut 1944 med utvecklingsromanen Helene. Som facklitterär författare debuterade hon redan 1939 med Digter og Samfund, som behandlar den danska arbetarklassens inträde i dansk litteratur. Hennes författarskap baserar sig på realistiska skildringar av människoöden, inte minst kvinnoöden, och deras relation till det omgivande samhället. Bland hennes mest framgångsrika böcker kan En lille tøs og hendes mor (1952), Skandale i Troja (1954), Jomfru Rasmussen (1956) och Grevinden fra Borgergade (1957) nämnas. De senare är en skildringar av grevinnan Louise Rasmussen. Flera av hennes böcker gavs ut av det socialdemokratiska förlaget Fremad. Hon skrev även hörspel, barnböcker och noveller. Från 1961 erhöll hon statsstöd för sitt författarskap, men avsade sig detta i samband med Rindal-debatten 1965. För sitt författarskap erhöll hon även utmärkelser som Thit Jensens Forfatterlegat (1960), Ingrid Jespersens Legat (1962) och Oversætterprisen (1983). Hon har bl.a. översatt verk av Charles Dickens, Jane Austen och Lewis Carroll till danska. På 1970-talet upprättade hon tillsammans med sin andra make, författaren och förläggaren Alf Grostøl, förlaget Grevas.
Hansen var sedan ungdomen aktiv socialdemokrat. 1948–1962 var hon ordförande av partiets kvinnoförbund i Århus amt. Hon var socialdemokratisk ledamot i Aarhus stadsfullmäktige 1958–1970 och 1957–1960 var hon rådgivare för den danska regeringsdelegationen vid ILO:s konferenser i Genève. Hon kom ofta på kant med sitt eget parti, i synnerhet då hon 1964 berättade att hon vid två tillfällen röstat på andra partier än Socialdemokratiet eftersom hon annars inte hade kunnat lägga sin röst på en kvinnlig kandidat. Flera röster inom både partiet och i media höjdes för att hon skulle exkluderas från partiet. Hon fick dock stöd av folketingsledamöterna och ministrarna Bodil Koch och Lis Groes. Hon lämnade självmant Socialdemokratiet 1970 och gick med i Retsforbundet 1973. Hon var bl.a. partiets representant i Radiorådet (1973–1978).
Hansen engagerade sig även kvinnopolitiskt i Dansk Kvindesamfund (DK). Hon var förbundets ordförande 1968–1971 och på hennes initiativ valde förbundet att verka för införandet fri abort.
Från 1971 var hon riddare av Dannebrogsorden.

### Skönlitteratur (i urval)
- Helene (1944)
- Jens Olsen (1948)
- En lille tøs og hendes mor (1952)
- Skandale i Troja (1954)
- Skytsenglen (1956)
- Jomfru Rasmussen (1956)
- Efter Trojas fald: to fortællinger (1957)
- Danserinden (1957)
- Kongens kone (1957)
- Grevinden fra Borgergade (1957)
- Bodil i Amerika (1959)
- Tiger i stuen: Hørespil (1960)
- Fanny og kærligheden (1960)
- Helenas død (1960)
- Salomons dom (1960)
- En buket blomster i stuen (1961)
- En dag i storbyen (1961)
- Nellie i Danmark (1961)
- De frugter, som bonden aldrig ser (1962)
- Shirleys eventyr eller Blade af en skønhedsdronnings erindringer (1962)
- Den forkerte prinsesse (1962)
- Heltindehistorier (1963)
- Skandale i Troja og Efter Trojas fald (1964)

### Facklitteratur (i urval)
- Digter og Samfund (1939)
- Engelsk indflydelse paa den danske roman- og novellelitteratur 1850–1890 (1939)
- Hvad er der galt ved massekultur? (1958)
- Kvinderne i 1950’-erne (1958)
- Håndbog i kvindeudvalgsarbejde (1958)
- Menneskets tilpasning til den materielle udvikling (1962)
- Status over et forfatterskab (1963)
- Lever vi i et mandssamfund? (1964)
- Student ved verdens første universitet (1964)
- Samtale om kærlighedslivet (1965)